# Lista de episódios de Eleventh Hour
Esta é uma lista de episódios da série de televisão Eleventh Hour - O Último Recurso, exibida pelo SBT (Brasil) e pela CBS (emissora americana originaria da série).

## 1ª Temporada
| Nº | Nome em Português | Nome Original | Descrição |
| -- | ----------------- | ------------- | --- |
| 1  | Piloto            | Ressurrection | Uma perseguição policial descobre uma desova de lixo hospitalar de 19 fetos abortados. Dr. Jacob Hood, consultor especial de assuntos científicos do FBI, é acionado e, ao comparar o DNA de todos os fetos, descobre que há uma tentativa mal sucedida de clonagem humana da qual já resultou na morte de pelo menos 19 mulheres e tudo leva a crer que esta experiência não parou por aí. |
| 2  | Cardíaco          | Cardiac       | A localização de uma clínica clandestina liga o caso à morte prematura de Gabriel Gifford, filho do empresário Philip Gifford que ainda não aceita a morte do filho. Com a ajuda da agente do FBI, Rachel Young e do detetive Mcneil, Dr. Hood tentará convencer Gifford de uma vez por todas que ele nunca terá seu filho de volta e terá que correr contra o tempo para salvar a vida de mais uma garota vítima do experimento. |
| 3  | Agro              | Agro          | No norte da Califórnia, são reportados casos de paralisia que podem estar relacionados a contaminação de alimentos. Dr. Hood é chamado para investigar o caso e sua vasta experiência o leva a uma produção de um agrotóxico feito a partir de um fungo com propriedades de veneno de escorpião capaz de paralisar insetos. O produto significaria o fim da perda da colheita por causa dos insetos e maior lucro para as empresas de agronegócios, mas ainda não passava de um experimento que estava sendo usado de forma irresponsável. |
| 4  | Sábios            | Savant        | Dr. Jacob Hood foi acionado para investigar três casos de desaparecimento de crianças autistas. Além do desaparecimento o que chamou a atenção do FBI, foi o fato destas crianças reaparecerem um mês depois apresentando sintomas da síndrome de Savant, passando de mentalmente atrasadas para mentalmente dotadas. A missão do Dr. Hood é descobrir o que houve com essas crianças e porque aparentemente elas foram submetidas a esses experimentos, alterando seus neurônios, levando a crer que há alguém tentando descobrir a "cura" para o autismo. O Dr. contará com a ajuda de Teresa, uma das vítimas, cuja melhora nos sintomas do autismo é visível, mas ela pode estar em perigo, pois não foram calculados os riscos para tal operação. Enquanto isso, ainda há crianças desaparecendo e o Dr. Hood terá de correr para impedir mais um abuso científico. |
| 5  | Isolamento        | Containment   | Quando um vírus agressivo e mortal faz uma vítima num prédio em demolição, toda a cidade de Pittsburgh pode estar em perigo. Exposta a uma substância altamente tóxica, a população está prestes a encarar um possível problema de saúde pública. A varíola foi erradicada há vários anos, mas de alguma forma veio parar em Pittsburgh e agora é uma ameaça. O vírus se espalha rapidamente e Dr. Hood junto com uma equipe de especialistas, terão de ser ainda mais rápidos para contê-lo antes que infecte mais pessoas e cause uma epidemia. |
| 6  | Congelados        | Frozen        | Uma garota morre congelada numa praia de Malibu em um dos dias mais quentes do ano. O aparecimento de uma segunda vítima nas mesmas condições, exige alguma ligação entre eles. Eram pacientes sofrendo de doenças terminais distintas e tinham ligação com a fundação "Sempre Avante" que propõe um novo tipo de investimento. Quando o principal suspeito se torna a vítima mais recente, Dr. Hood descobre que na busca pela imortalidade certas pessoas são capazes de tudo. |
| 7  | Ataque            | Surge         | Uma pesquisa feita em macacos para melhorar a capacidade de luta de soldados foge ao controle quando uma das cobaias sai da gaiola e ataca os outros animais do laboratório. Com tantas revoluções tecnológicas, a criação do soldado perfeito parecia cada vez mais presente, não fosse por uma suspeita de sabotagem envolvendo um programa de reabilitação de soldados com trauma de guerra. Há alguém tentando levar esta pesquisa longe demais e Dr. Hood terá de impedir. |
| 8  | Titãs             | Titans        | Durante uma viagem aérea do coral gospel de Oklahoma, Tara Bingham tem um ataque semelhante à embolia e acaba falecendo. Este já é o segundo caso na cidade e, logo, Isaac torna-se a vítima mais recente. Ele tem um ataque após uma corrida e agora, numa câmara de descompressão, sua vida depende da ciência para encontrar a cura. Todas as vítimas sofreram o ataque após um esforço físico e tomaram uma vacina antigripe, mas o Dr. Hood descobre que não se trata de uma mera vacina. Com as competições esportivas da universidade chegando, tentativas de doping, com a finalidade de melhorar a performance de atletas, se tornam comuns. Mas se nenhuma das vítimas eram atletas, então por que o dopping? |
| 9  | Carne             | Flesh         | Na Flórida, durante uma rave, dois universitários desmaiam sem motivo aparente. No trajeto até o hospital eles morrem por uma causa desconhecida. Durante a autópsia eles voltam à vida, mas já é tarde demais, pelo menos para um deles... Descobre-se que a única coisa da qual os garotos compartilharam, foi uma relação sexual com a estudante Tabata Jackson. Acredita-se que a garota pode ser a fonte de contágio, até Tabata também ter uma crise inesperada em que seus batimentos cardíacos são quase inexistentes. Enquanto não se acha a cura, os infectados terão de ficar em baixíssima temperatura para que o vírus mantenha-se inativo. Analisando o passado das vítimas, o FBI encontra um caso antigo em que quatro garotos foram acusados de estupro, mas todos se livraram da condenação... Dois deles já estão mortos e tudo leva a crer que a bactéria fora transformada numa arma biológica letal e espalhada para um único objetivo: vingança.                                               |
| 10 | H20               | H20           | Uma onda de ataques violentos atinge o Texas transformando cidadãos de bem em pessoas descontroladas, com atitudes estranhas. Como explicar este comportamento anormal? Drogas? Encefalite? Algum outro vírus? Dr. Hood sentirá na pele os efeitos deste mal e só assim poderá descobrir o que há por trás desta súbita transformação. |
| 11 | O Milagre         | Miracle       | Em Lewiston, Montana, o caso de um garoto que se curou de um tumor maligno apenas bebendo água de uma fonte natural atrai milhares de seguidores. A grande preocupação é que essas pessoas, movidas pela fé, largaram seus tratamentos e agora lotam hospitais com diagnósticos preocupantes. Dr. Hood terá de ir contra a fé de muitos para provar que milagres não existem e terá de aceitar o fato de que certas coisas a ciência ainda não é capaz de explicar. |
| 12 | Eternos           | Eternal       | Após um inesperado acidente na piscina do Country Club Monticello, descobre-se que o milionário Lowel Parks, que vivia intensamente uma vida de abusos ao álcool e às drogas, tinha dois corações completamente desenvolvidos. Aos 56 anos, Lowel parecia mais jovem a cada dia. No entanto, um dos corações possuía o DNA de pelo menos 15 pessoas diferentes. A única explicação seria o uso de células-tronco para reparar danos nos tecidos, mas seu uso exagerado acabou criando um segundo coração. A dúvida é: onde Lowel conseguiu as células-tronco? Essa resposta virá à tona quando identificarem a origem de cada DNA e descobrirem que as células podem ter sido roubadas unicamente para alimentar o desejo do ser humano de ser eterno. |
| 13 | Pinóquio          | Pinocchio     | Uma perseguição policial a um caminhão no Texas impede a chegada de imigrantes ilegais. Dentre eles estavam bebês trigêmeos. Descobre-se que durante a batida policial, um casal conseguiu fugir e tudo indica que levavam mais um bebê. Os bebês fazem parte de uma operação sofisticada de clonagem a qual faz Hood lembrar de um caso antigo de Seattle. Gepetto pode estar de volta e desta vez está planejando algo grande. Há um quarto bebê em algum lugar e Gepetto não medirá esforços para encontrá-lo. |
| 14 | Minamata          | Minamata      | Terry Gillman cobria uma reportagem a bordo de seu helicóptero. Ele acompanhava uma perseguição policial quando uma repentina e, até então, inexplicável perda de visão culminou em um acidente que custou sua vida. Não havia nenhuma indicação de que Terry pudesse estar doente, mas quando sua mulher, Érica, que está grávida, começa a apresentar os mesmos sintomas, Dr. Hood relaciona os fatos a um caso ocorrido no Japão, numa cidade chamada Minamata. Os moradores de Minamata foram expostos a altos níveis de mercúrio, causando envenenamento por metal pesado, levando muitos deles à morte. A história agora se repete. Identificar o mercúrio foi a parte fácil, achar a fonte de contaminação é que será o maior desafio para Rachel e Hood que contarão com a ajuda do agente Felix Lee, que dará suporte à investigação. Ao passo que o número de vítimas vem crescendo pouco a pouco, crimes ambientais também vem crescendo em grandes proporções. Os dois casos poderiam estar relacionados? |
| 15 | Eletro            | Electro       | Em Massachusetts, durante uma tempestade de 10 minutos, 30 pessoas morreram ao receberem uma forte carga elétrica por raios e mais 15 deram entrada em estado grave no hospital após terem sobrevivido. Por algum motivo, algumas pessoas se transformaram em potentes condutores de eletricidade e a probabilidade de um evento similar, em maior escala, ocorrer é bem grande, pois uma nova tempestade está por vir. |
| 16 | Metrô             | Subway        | |
| 17 | Olfactus          | Olfactus      | |
| 18 | Medeia            | Medea         | |